# Права ЛГБТ в Никарагуа
Граждане Никарагуа, причисляющие себя к ЛГБТК+ сообществу, сталкиваются в Никарагуа с рядом проблем, с которыми не сталкиваются обычные граждане республики. Тем не менее, официально в Никарагуа разрешены любые виды гомосексуального полового акта. Дискриминация по признаку сексуальной ориентации запрещена в определенных областях, в том числе в сфере занятости и доступа к медицинским услугам.
По данным никарагуанской ЛГБТ-группы Movimiento de la Diversidad Sexual (Движение за сексуальное разнообразие), в Никарагуа проживает около 600 000 геев.

## Законность и положение
С марта 2008 года в Никарагуа разрешены как мужские, так и женские однополые сексуальные отношения. Возраст согласия составляет 16 лет, независимо от сексуальной ориентации или пола, и все сексуальные преступления являются гендерно-нейтральными, согласно статьям 168, 170, 172 и 175 Уголовного кодекса Никарагуа.
Статья 315 Уголовного кодекса «Преступления против трудовых прав» гласит, что дискриминация по признаку сексуальной ориентации карается лишением свободы на срок до одного года.
Статья 1 Министерского постановления 671-2014 запрещает дискриминацию по признаку сексуальной ориентации, гендерной идентичности и гендерного самовыражения при доступе к услугам здравоохранения.
Согласно статье 36.5 Уголовного кодекса, отягчающим обстоятельством является ситуация, когда лицо совершает уголовное преступление под влиянием фактора дискриминации по признаку сексуальной ориентации.
Исследование, проведенное в 2012 году Центром правосудия и международного права показало, что в период с 1999 по 2011 год произошло 53 случая агрессии против представителей сообщества ЛГБТК+. Из них 15 были связаны с убийствами (10 геев, 4 трансгендера и 1 лесбиянка). Ожидается, что фактическое число убийств и насильственных нападений будет выше, поскольку многие жертвы предпочитают не сообщать о нападениях в полицию.
Впрочем, однополые пары и домохозяйства, возглавляемые однополыми парами, не имеют права на те же правовые льготы и защиту, которые доступны разнополым парам, состоящим в браке.
В июне 2014 года Конгресс Никарагуа одобрил пересмотренный Семейный кодекс, который ограничит брак, партнерство и усыновление гетеросексуальными парами. 8 апреля 2015 года вступил в силу новый Семейный кодекс. Несколько организаций подали иск о неконституционности принятых изменений.

Статья 72 Конституции Никарагуа гласит: 
Брак и прочные союзы охраняются государством, основываются на добровольном соглашении между мужчиной и женщиной и могут быть расторгнуты по обоюдному согласию или по воле одной из сторон. Закон регулирует этот вопрос. 
9 января 2018 года Межамериканский суд по правам человека (IACHR) вынес консультативное заключение о том, что участники Американской конвенции о правах человека должны предоставить однополым парам «доступ ко всем существующим внутренним правовым системам регистрации семьи, включая брак, а также ко всем правам, вытекающим из брака».  В консультативном заключении говорится следующее:
Государство должно признавать и гарантировать все права, вытекающие из семейных уз между лицами одного пола в соответствии с положениями статей 11.2 и 17.1 Американской конвенции. (...) в соответствии со статьями 1.1, 2, 11.2, 17 и 24 Американской конвенции необходимо гарантировать доступ ко всем существующим показателям в национальных правовых системах, включая право на вступление в брак. (...) Обеспечить защиту всех прав семей, образованных однополыми парами, без дискриминации по отношению к тем, которые образованы гетеросексуальными парами.

## История
ЛГБТ-сообщество Никарагуа внесло заметный вклад в Сандинистскую революцию, однако права ЛГБТК-граждан не стали приоритетной темой для сандинистского правительства из-за католической веры значительной части населения республики. Защита этих прав считалась политически рискованной и вызывала неодобрение Римско-католической церкви, с которой у правительства и так складывались непростые отношения. В 1989 году, в десятую годовщину Сандинистской революции, в Манагуа после марша активистов открылось несколько общественных центров для ЛГБТ-сообщества.
С окончанием экономического эмбарго, наложенного США на Никарагуа, в стране начали действовать неправительственные организации (НПО), выступающие за права ЛГБТ. Это привело к проведению в 1991 году первого публичного фестиваля гей-прайда. Сегодня ежегодный гей-прайд в Манагуа проводится примерно 28 июня и приурочен к годовщине Стоунволлских бунтов в Нью-Йорке.
Несмотря на поддержку, ЛГБТ-сообщество столкнулось с трудностями, когда законопроект, изначально направленный на защиту женщин от насилия, был изменен членами Национальной ассамблеи, принадлежащими к социально-христианскому движению. В законопроект были внесены поправки, предусматривающие наказание в виде лишения свободы на срок до трех лет для «лиц, которые побуждают, поощряют, пропагандируют или практикуют однополые сексуальные связи в скандальной манере». Новая редакция закона также охватывала любые внебрачные половые акты. Несмотря на протесты активистов как внутри страны, так и за рубежом, президент Виолета Чаморро подписала закон в июле 1992 года, введя статью 204 в Уголовный кодекс Никарагуа.
В ноябре 1992 года коалиция «Кампания за сексуальность без предрассудков» (Campaña por una Sexualidad sin Prejuicios), включающая юристов и ЛГБТ-активистов, подала апелляцию в Верховный суд, оспаривая конституционность закона. Однако в марте 1994 года суд отклонил апелляцию. 1 марта 2008 года в стране вступил в силу новый Уголовный кодекс, который исключил положения из ныне упраздненной статьи 204, тем самым декриминализировав внебрачные и однополые половые акты между взрослыми с их взаимного согласия.